# Prižba
Prižba je vesnice a přímořské letovisko v Chorvatsku v Dubrovnicko-neretvanské župě. Nachází se na jižním pobřeží ostrova Korčula a je součástí opčiny Blato. Od města Korčula se nachází asi 37 km jihozápadně. Vzhledem k tomu, že je Prižba (spolu s Gršćicí, Prigradicí a Karbuni) pouze přímořskou částí sídla Blato, které neleží u moře, není, jako u mnoha jiných sídel na ostrově Korčula, znám počet obyvatel.
Prižba leží u zátok Mala a Velika Prižba. V Prižbě se nachází klášter a kaple Milosrdných dcer, v místní části Prišćapac se nachází potápěčské centrum. Sousedními letovisky jsou Gršćica a Vinačac, vesnicí prochází župní silnice Ž6223.
Naproti Prižbě se nachází několik ostrůvků, jako jsou Čerin, Stupa, Crklica, Sridnjak, Vrhovnjak a Otočac.